# Simbolo di Superman

Il simbolo di Superman

Il simbolo di Superman (in lingua originale Superman shield, "scudo di Superman") è l'emblema del supereroe dell'universo DC Superman. In quanto icona di uno dei primi supereroi, fu preso come modello per il design di altri personaggi, persino decenni dopo la prima apparizione di Superman. La tradizione di indossare un simbolo rappresentativo sul petto fu imitata, infatti, da più supereroi, tra cui Batman, l'Uomo Ragno, i Fantastici Quattro, Lanterna Verde, Flash, Wonder Woman, Hawkman e molti altri.

## Evoluzione del simbolo
Nella prima edizione di Action Comics, il simbolo di Superman era una semplice lettera "S" rossa su uno scudo giallo simile ad un distintivo di polizia. La prima modifica al simbolo venne effettuata nel settimo capitolo dell'albo: lo scudo venne ridotto ad un semplice triangolo giallo rovesciato. Dal venticinquesimo capitolo (1940) lo scudo iniziò ad assumere l'attuale forma a diamante. Nella serie omonima, essendo essa iniziata più tardi, il logo consistette in un triangolo rovesciato solo per pochi capitoli. Il bordo rosso venne aggiunto dapprima sporadicamente, poi sempre più spesso, assumendo (già verso la fine del 1941) l'aspetto del logo ormai classico. Tale modello venne utilizzato come base per le successive varianti.

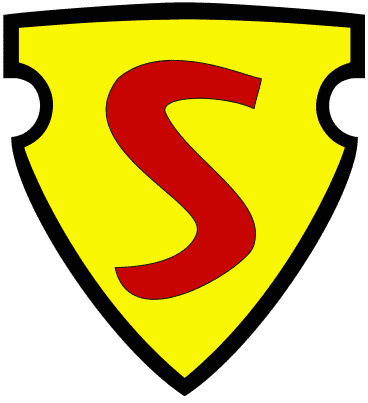
1938
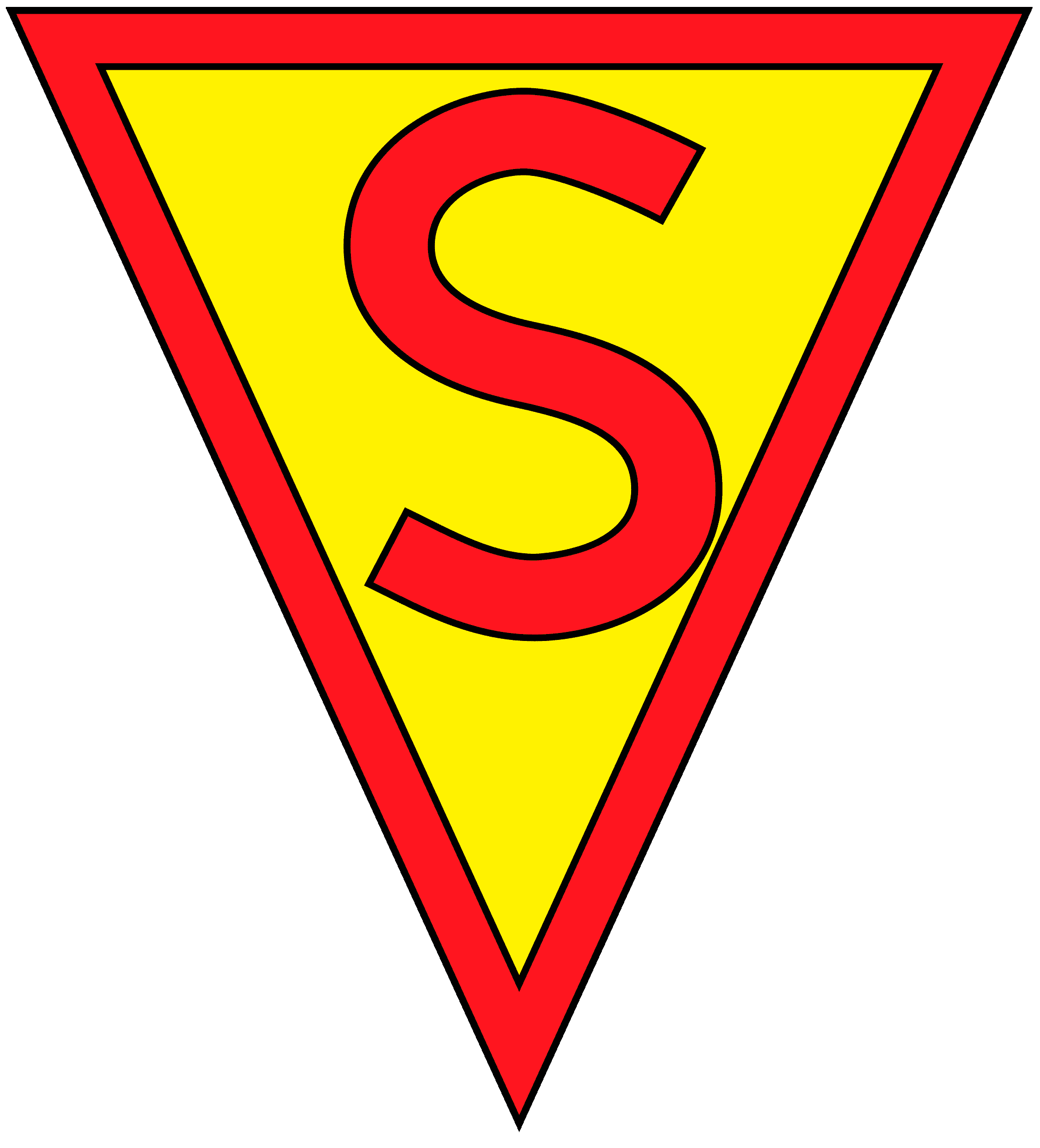
1938–39
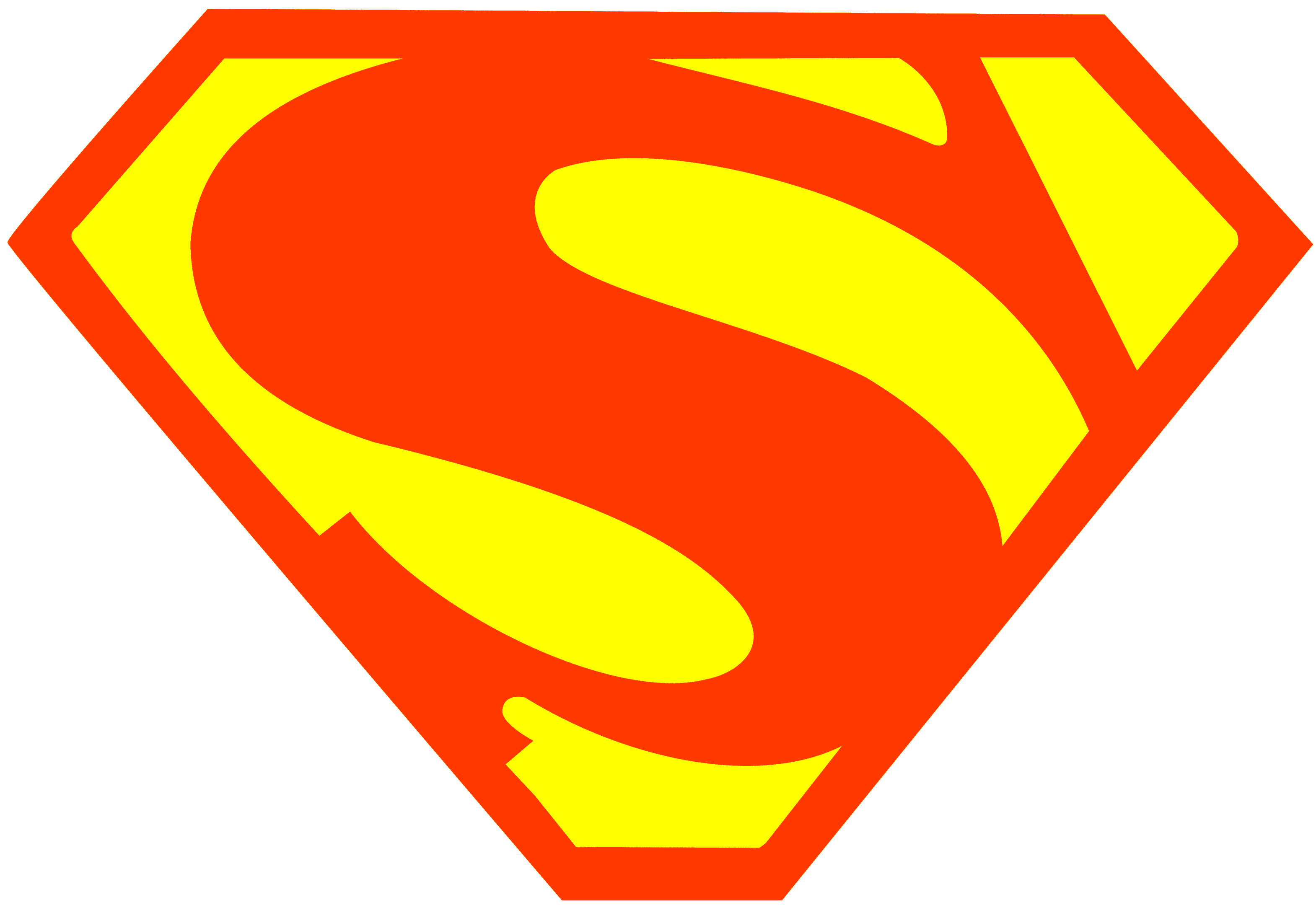
1940
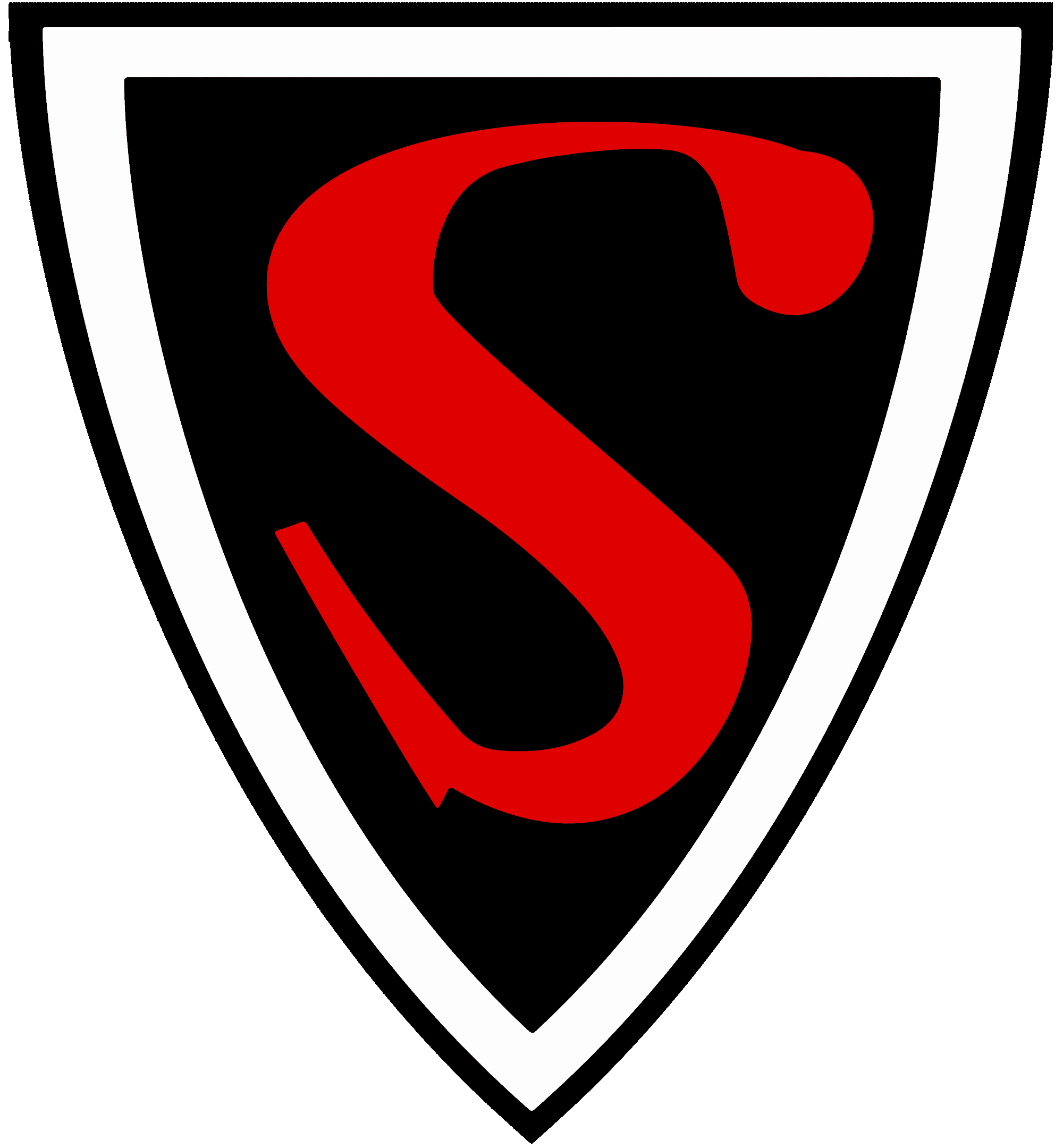
1940–46
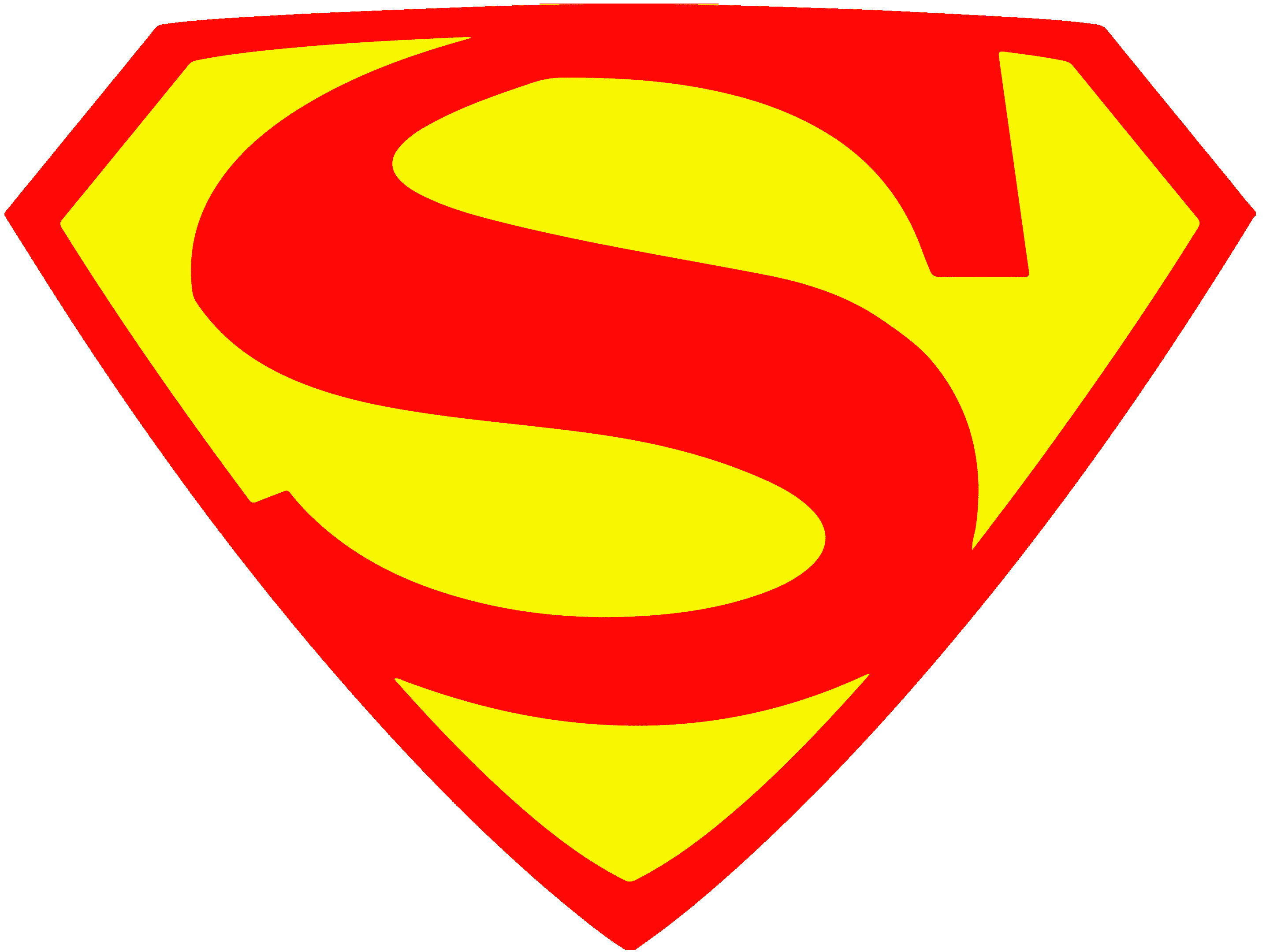
1944
1977–presente
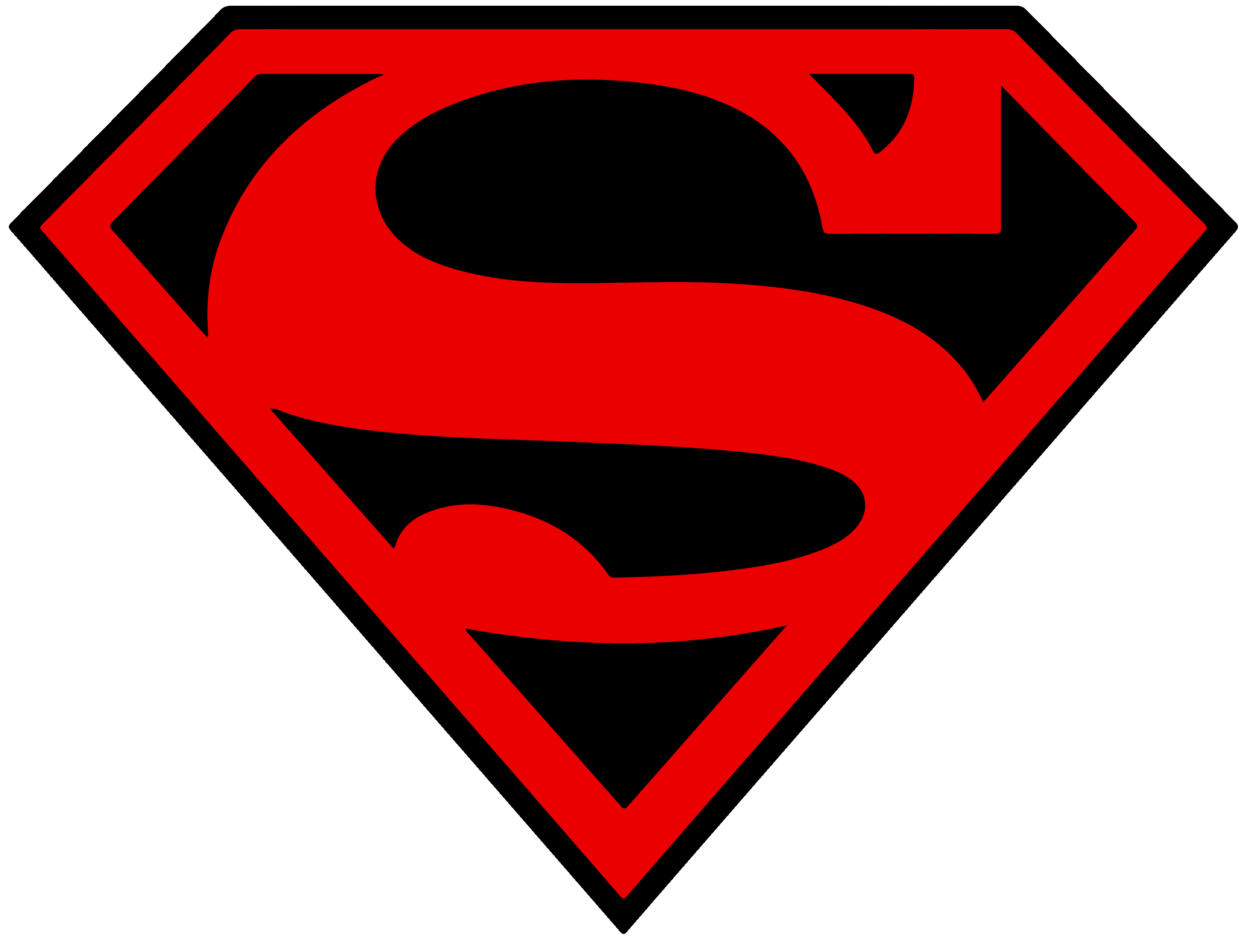
2001–03
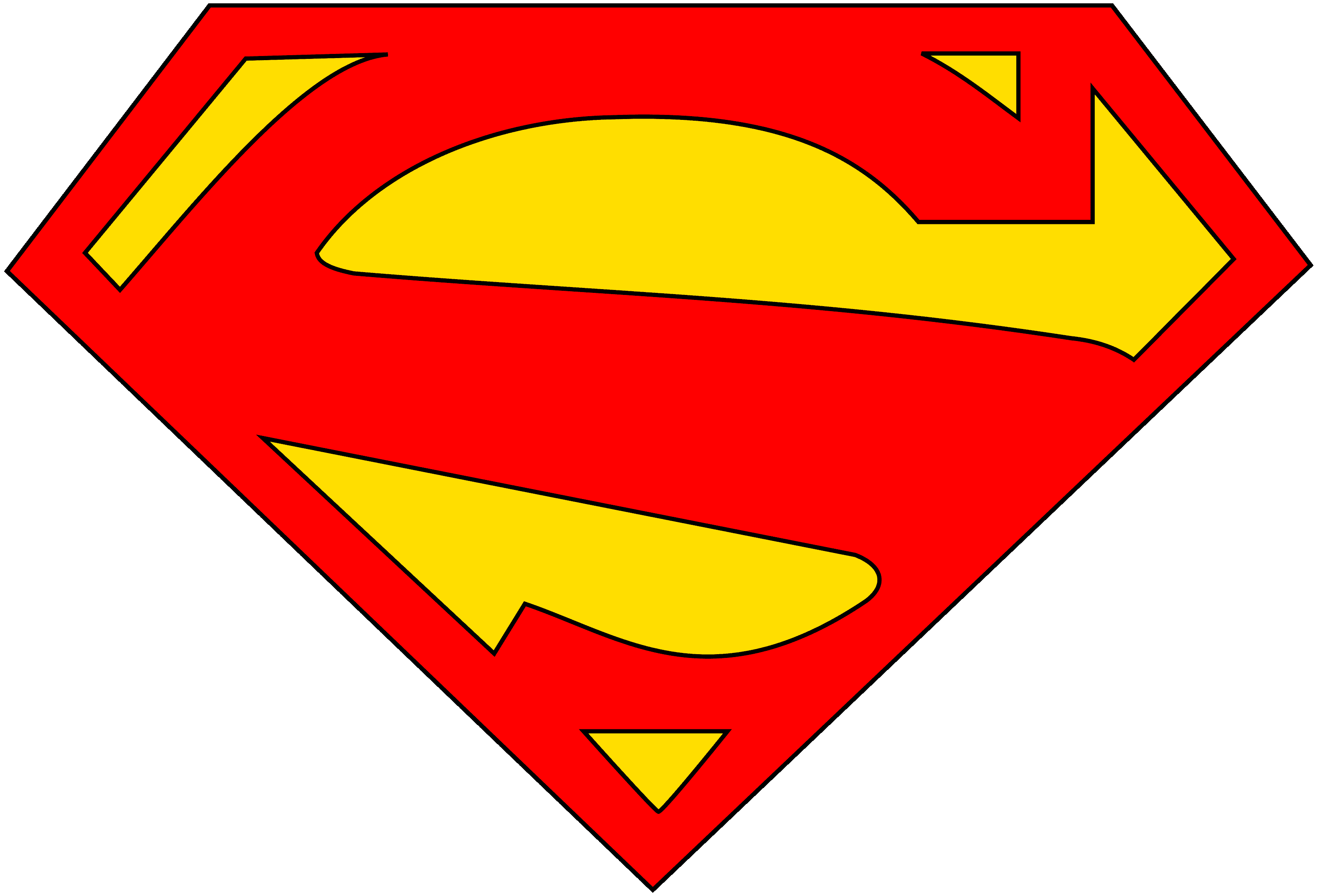
2011–16

### Varianti

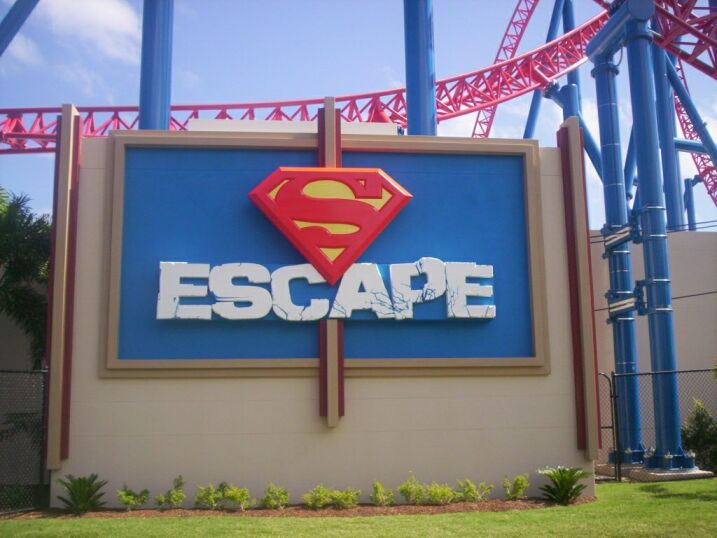
Il simbolo di Superman nel logo della giostra "Superman Escape", presso il Warner Bros. Movie World

- Nel 1941 fu pubblicato il primo dei cortometraggi della Fleischer Studios, in cui il logo di Superman consisteva di una S rossa centrale su sfondo nero contornato da una linea dorata che andava a delineare un diamante.[1] Questa versione fu anticipata nel quarto capitolo della serie Superman.
- Nel 1957 fu pubblicato il capitolo 232 di Action Comics con Superman Jr., recante la scritta "JR" gialla al centro della "S".[1]
- Nel 1996 inizia la serie Kingdom Come in cui il logo di Superman è rappresentato da un diamante nero contornato di rosso ed una fascia diagonale in modo da sembrare una "S".[1]
- Nel 1997 fu pubblicato un reboot della divisione Superman Rosso/Superman Blu e i loro simboli consistevano di una "S" bianca su sfondi, rispettivamente, rosso e blu, con bordo anch'esso bianco.[1]
- Nel novembre del 2000 Clark apparve in Batman of the Future con un vestito nero e il simbolo grigio poco definito.[1]Logo in Superman: Red SonLogo in JL-Axis

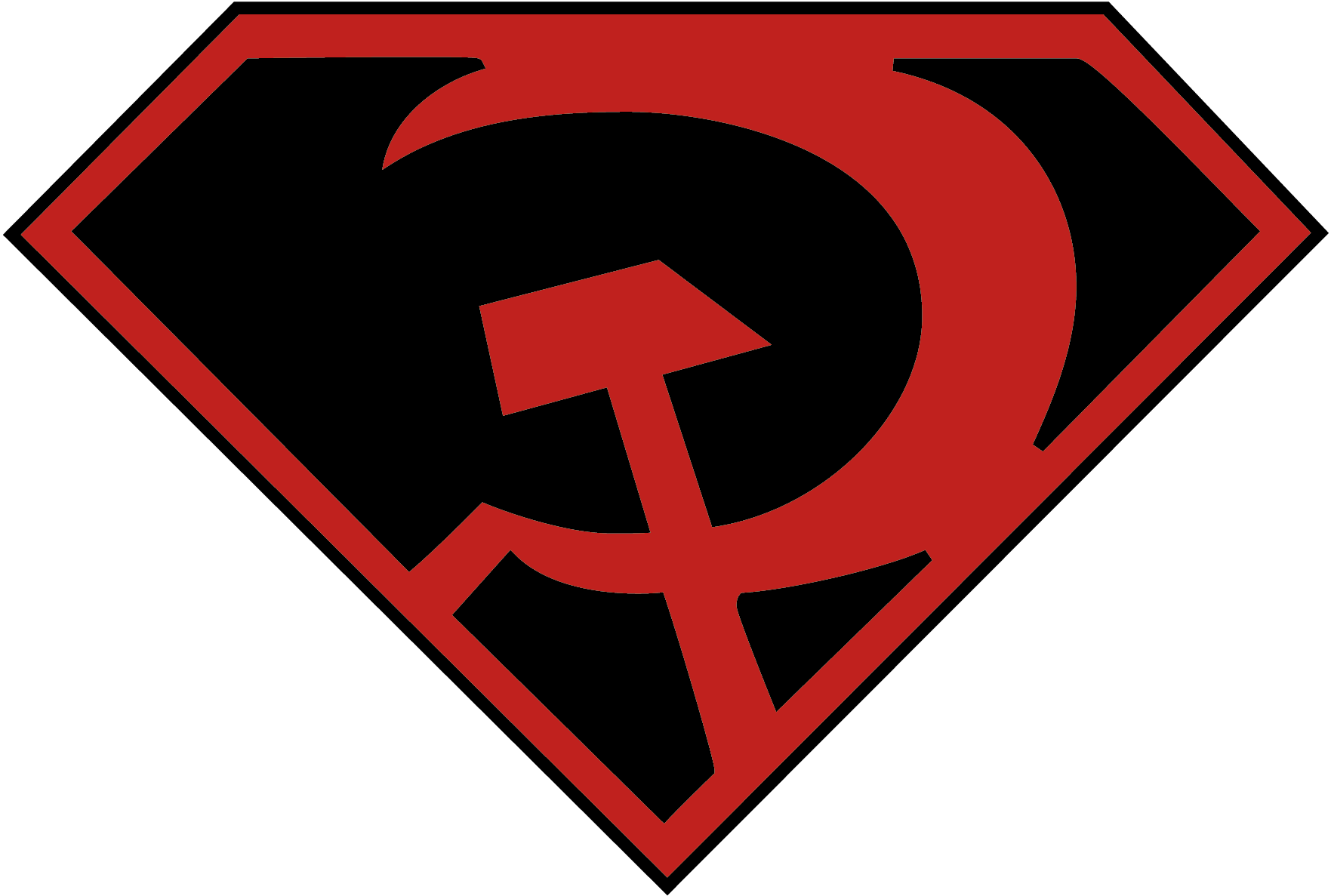
Logo in Superman: Red Son

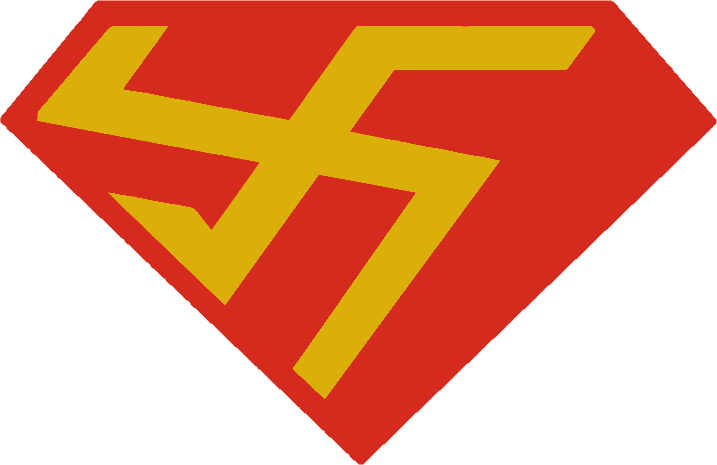
Logo in JL-Axis

- Nel 2003 fu pubblicata la mini-serie Superman: Red Son, universo parallelo ambientato nell'Unione Sovietica, in cui  il simbolo è rappresentato da una falce e martello rossa su sfondo nero.[1]
- Nel 2014 il simbolo di Superman è stato riadattato fondendolo con quello di Batman per il logo del film Batman v Superman: Dawn of Justice, uscito nel 2016.[2]

## Significato
Il primo accenno alla genesi del simbolo avvenne nel capitolo 101 di More Fun Comics (1945). In un capitolo di Superboy il protagonista afferma che la "S" non si riferisce soltanto a Superboy/Superman, ma significa anche salvare vite, sconfiggere il crimine e dare un super-aiuto a chiunque ne abbia bisogno ("saving lives, stopping crime, and giving super-aid wherever it's needed!").
Nel dicembre del 1978 il film Superman fornì una nuova spiegazione della "S", la quale non sarebbe affatto una lettera terrestre, bensì un simbolo kryptoniano, l'emblema della casata degli El (a cui Kal-El appartiene). La stessa spiegazione del simbolo viene data nel film L'uomo d'acciaio del 2013, aggiungendo che il suo significato è "speranza", e nella serie televisiva Supergirl del 2015 (l'eroina, che indossa lo stesso simbolo di Superman, è Kara Zor-El, una cugina di Kal sfuggita anch'essa alla distruzione di Krypton).
Nel decimo capitolo di Superman Annual (1984), invece, è la madre adottiva di Clark a proporre al supereroe due "S" differenti tessute da lei, una delle quali (il noto simbolo) è stata sognata dal padre.
Nel film Superman del 1978, il simbolo è indossato anche dal padre di Kal, Jor-El durante la riunione del Consiglio di Governo, dove ciascun membro indossa la medesima divisa bianca con al petto l'emblema della casata di appartenenza.